# Yu Tokisaki
Yu Tokisaki (født 15. juni 1979) er en tidligere japansk fodboldspiller.
Han har spillet for flere forskellige klubber i sin karriere, herunder Shonan Bellmare og Mito HollyHock.